# Công quốc Bar
Bá quốc Bar, sau này là Công quốc Bar là một Thân vương quốc của Đế quốc La Mã Thần thánh, lãnh thổ bao quanh thành phố Barrois và có thủ phủ là thành phố Bar-le-Duc. Nó được thành lập bởi Nhà Montbéliard từ thế kỷ 11. Một phần của bá quốc, gọi là Barrois mouvant, trở thành một thái ấp của Vương quốc Pháp vào năm 1301 và được nâng lên thành công quốc vào năm 1354. Barrois non-mouvant vẫn là một phần của Đế chế. Từ năm 1480, nó được hợp nhất thành Công quốc Lorraine.
Cả Bar và Lorraine của đế quốc đều nằm dưới ảnh hưởng của Pháp. Năm 1735, Bar được nhượng lại cho vị vua bị phế truất của Ba Lan, Stanisław Leszczyński. Theo Hiệp ước Vienna (1738), công quốc sẽ được trao cho Pháp sau cái chết của Stanisław vào năm 1766.

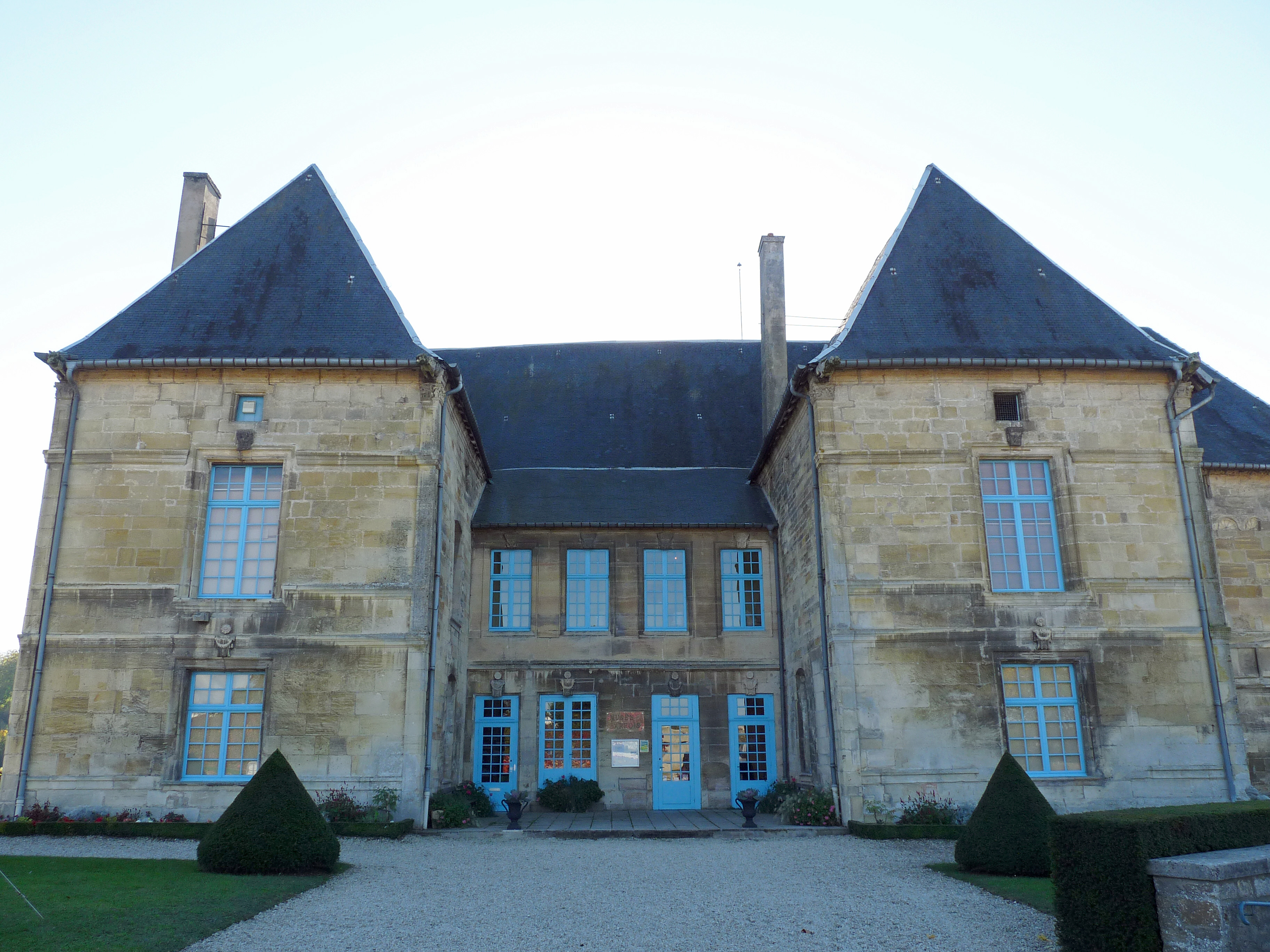
Cung điện trước đây dành cho công tước tại Bar-le-Duc ngày nay là một bảo tàng, Musée Barrois.

## Danh sách nhà cai trị
Thời gian bên dưới là thời gian cai trị. Tất cả nhà cai trị trước khi Sophia cai trị Bar, không sử dụng danh hiệu "Bá tước của Bar".

### Bá tước của Bar
Nhà Ardennes
- Frederick I (959–978), Công tước vùng Thượng Lorraine
- Theodoric I (978–1027), Công tước vùng Thượng Lorraine
  - Frederick II (1019–1026), Công tước vùng Thượng Lorraine
- Frederick III (1027–1033), Công tước vùng Thượng Lorraine
- Sophia (1033–1093)
  - Cai trị cùng với Bá tước Louis (1038–1071)

Nhà Montbéliard
- Theodoric II (1093–1105)
- Reginald I (1105–1150)
- Reginald II (1150–1170)
- Henry I (1170–1189)
- Theobald I (1189–1214)
- Henry II (1214–1239)
- Theobald II (1239–1291)
- Henry III (1291–1302)
- Edward I (1302–1337)
- Henry IV (1337–1344)
- Edward II (1344–1352)

### Công tước của Bar
Nhà Montbéliard
- Robert (1352–1411)
- Edward III (1411–1415)
- Louis (1415–1431)

Nhà Anjou
- René I (1431–1480)
- Yolanda (1480–1483)
- René II (1483–1508)

### Bá tước của Pont-à-Mousson
- Robert (1354–1411), Công tước xứ Bar
- Edward III (1411–1415), Công tước xứ Bar
- Louis (I) (1415–1419), Công tước xứ Bar
- René I (1419–1441, 1443–1444), Công tước xứ Bar
- Louis (II) (1441–1443)
- John (1444–1470), Công tước xứ Lorraine
- Nicholas (r. 1470–1473), Công tước xứ Lorraine
- Bỏ trống (1473–1480)
- René II (r. 1480–1508), Công tước của Lorraine và Bar

Từ cái chết của René II, danh sách này giống với Danh sách những người cai trị của Lorraine